# Вагонер (Оклахома)
Вагонер (енгл. Wagoner) град је у америчкој савезној држави Оклахома.

## Демографија
По попису из 2010. године број становника је 8.323, што је 654 (8,5%) становника више него 2000. године.
| Група             | 2000.         | 2010.         |
| Белци             | 5.336 (69,6%) | 5.310 (63,8%) |
| Афроамериканци    | 711 (9,3%)    | 708 (8,5%)    |
| Азијати           | 26 (0,3%)     | 31 (0,4%)     |
| Хиспаноамериканци | 148 (1,9%)    | 243 (2,9%)    |
| Укупно            | 7.669         | 8.323         |